# Крк (город)
Крк (хорв. Krk, итал. Veglia) — город в Хорватии, крупнейший город одноимённого острова. Население — 5491 человек (2001).

## Общие сведения
Крк расположен на юго-западном побережье острова. Автомобильные дороги ведут из города на север в сторону аэропорта Риеки и Кркского моста, связывающего остров Крк с материком (25 км) и на юг, в сторону города Башка (20 км). Остров Крк и сам город — популярное туристическое направление.

## История

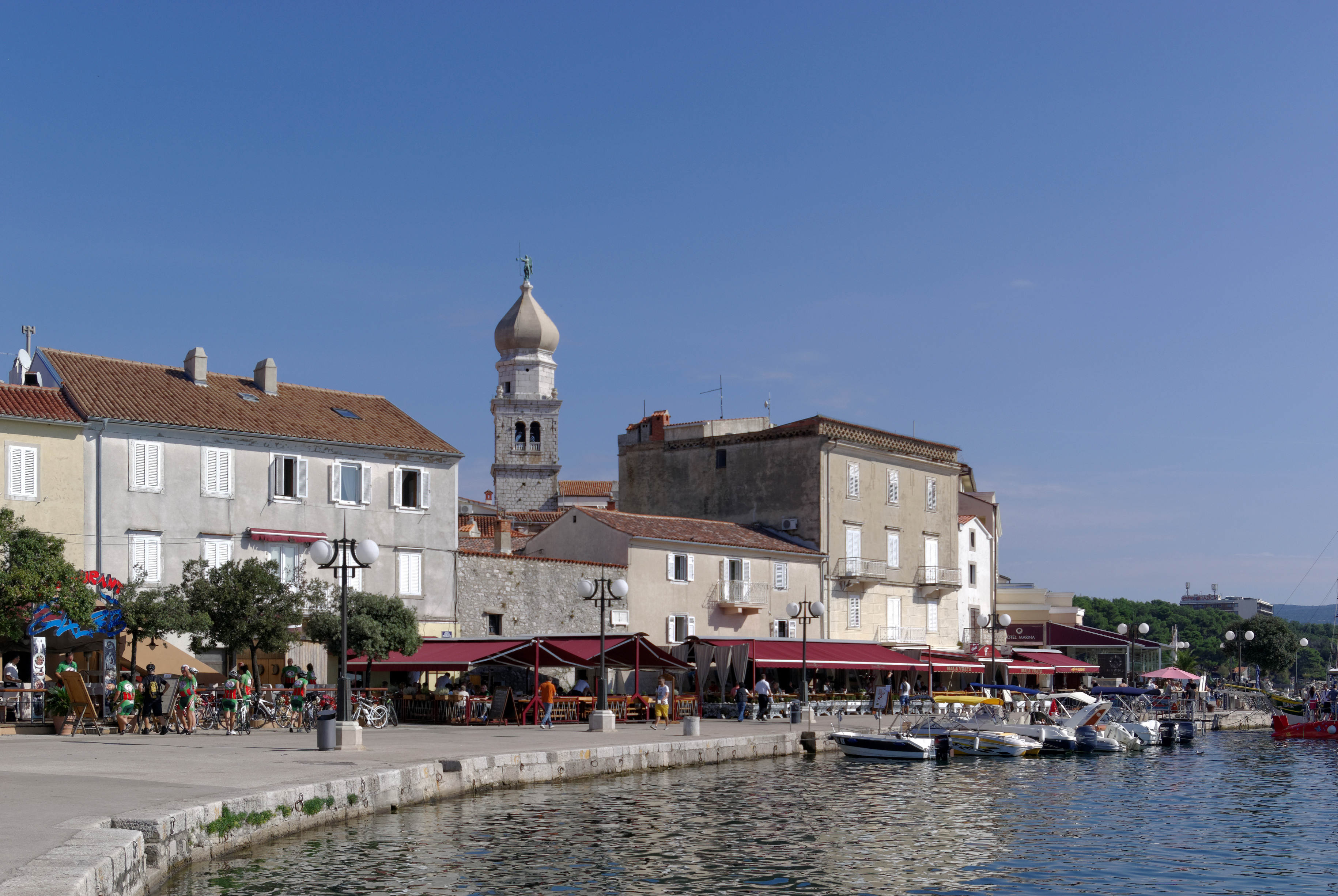
Порт города Крк

Крк — один из древнейших городов Адриатики. Поселение на этом месте находилось непрерывно, начиная с времён Римской империи, когда здесь располагался римский город Курикум. Современное название города происходит от его римского имени. В раннем средневековье принадлежал Византии. С VII века по наше время Крк — епископская резиденция. В V—VI веках над руинами римских терм была построена христианская базилика, которая затем многократно перестраивалась — в настоящее время это кафедральный собор св. Екатерины.
В VII веке на Адриатику пришли славяне. В IX—X веках контроль над Крком получило Хорватское королевство, в XIII веке в Крке были построены францисканский и бенедиктинский монастыри. В XV веке город перешёл под контроль Венеции, в этот период он был сильно укреплён. Фортификационные сооружения строились в разное время, самая древняя их часть — башня Куплин построена в XII веке, замок Франкопанов датируется периодом XII—XIV столетие, а городские ворота, стены и цилиндрическая башня созданы в конце XV—XVI веков.
После падения венецианской республики в 1797 году Крк отошёл Австрии. После короткого периода владычества французов в 1815 году Крк вместе с далматинским побережьем снова стал принадлежать Австрии.
В 1918—1921 г. Крк оккупировали итальянцы, после первой мировой войны он стал частью Королевства Сербов, Хорватов и Словенцев, впоследствии Королевства Югославия. После второй мировой войны в составе СФРЮ. После распада последней в 1990 г. остров стал частью независимой Хорватии.

## Достопримечательности
- Собор Вознесения Пресвятой Девы Марии — построен в XII веке на фундаменте раннехристианской базилики V—VI веков. Представляет собой часть религиозного комплекса, в который, кроме него, входит романская церковь св. Квирина (XII век, единственная двухуровневая историческая церковь Хорватии), колокольня XVI века, увенчанная фигурой ангела с трубой, капелла св. Барбары (XV век) и раннехристианский баптистерий V—VI веков.
- Форум — площадь, на которой располагался римский форум. Здесь в венецианский период была возведена ратуша. На площади также находится здание управы и старинный колодец.
- Городские стены — фортификационные укрепления старого города.